# Glutaminase
Die Glutaminasen (L-Glutaminamidohydrolasen) sind Enzyme aus der Gruppe der Amidasen (auch Amidohydrolasen), die aus der Aminosäure Glutamin unter Aufnahme von Wasser (H2O) und Freisetzung von Ammoniak (NH3) Glutamat erzeugen. Glutaminasen finden sich in den Nerven- und Gliazellen aller höherer Lebewesen und sind durch Phosphate und Calciumionen (Ca2+) aktivierbar. Glutaminase wird beispielsweise in den periportalen Hepatozyten, also den äußeren Zellen eines Leberläppchens, exprimiert und produziert hier Ammoniak (NH3) für die Harnstoffsynthese.

## Katalysiertes Gleichgewicht
+ H2O {\displaystyle \rightleftharpoons }  + NH3
Durch die Hydrolyse von L-Glutamin entstehen L-Glutamat und Ammoniak. Diese Reaktion stellt den ersten Schritt der Glutaminolyse dar.